# Pantyr
Pantyr (1225 m n.p.m.) – szczyt w głównym paśmie Gorganów (Ukraina), położony w środkowej części pasma – pomiędzy przełęczą Przełęcz Rogodze Wielkie (tzw. Przełęcz Legionów), a Czarną Połoniną. Poniżej szczytu, pod lasem leżą ruiny przedwojennego schroniska. Rejon jest historycznie związany z działaniem 3 Pułku Piechoty Legionów.